# Nikon D3400
Nikon D3400 — цифровой зеркальный фотоаппарат начального уровня компании Nikon с 24,2-мегапиксельной КМОП-матрицей формата DX, официально представленный 17 августа 2016 года. Аппарат позиционируется как зеркальная камера начального уровня для начинающих и опытных любителей. Он заменяет D3300 в качестве цифровой зеркальной фотокамеры начального уровня компании Nikon.
D3400 будет доступен в чёрном или красном корпусе.
В большинстве стран D3400 будут доступны с AF-P 18-55 мм объективом в комплекте (с системой оптической стабилизации — VR). 
В США также будет представлен kit-наборами с двумя объективами (только с чёрным корпусом аппарата): 18-55 мм VR и телеобъектив 70-300 мм без системы стабилизации. Стоимость данного набора составит 999 долларов США.

## Отличия от D3300
- Добавлена поддержка технологии Nikon Snapbridge
- Повышено максимальное значение ISO до 25600
- Ослаблена вспышка для повышения срока работы аккумулятора
- Удалён разъём для подключения микрофона 3,5 мм
- Удалена ультразвуковая система очистки матрицы
- легче на 15 грамм

## Примечание
1. ↑  Nikon | News | Digital SLR Camera D3400. nikon.com. Дата обращения: 18 августа 2016. Архивировано 11 августа 2017 года.